# إصدار منفرد

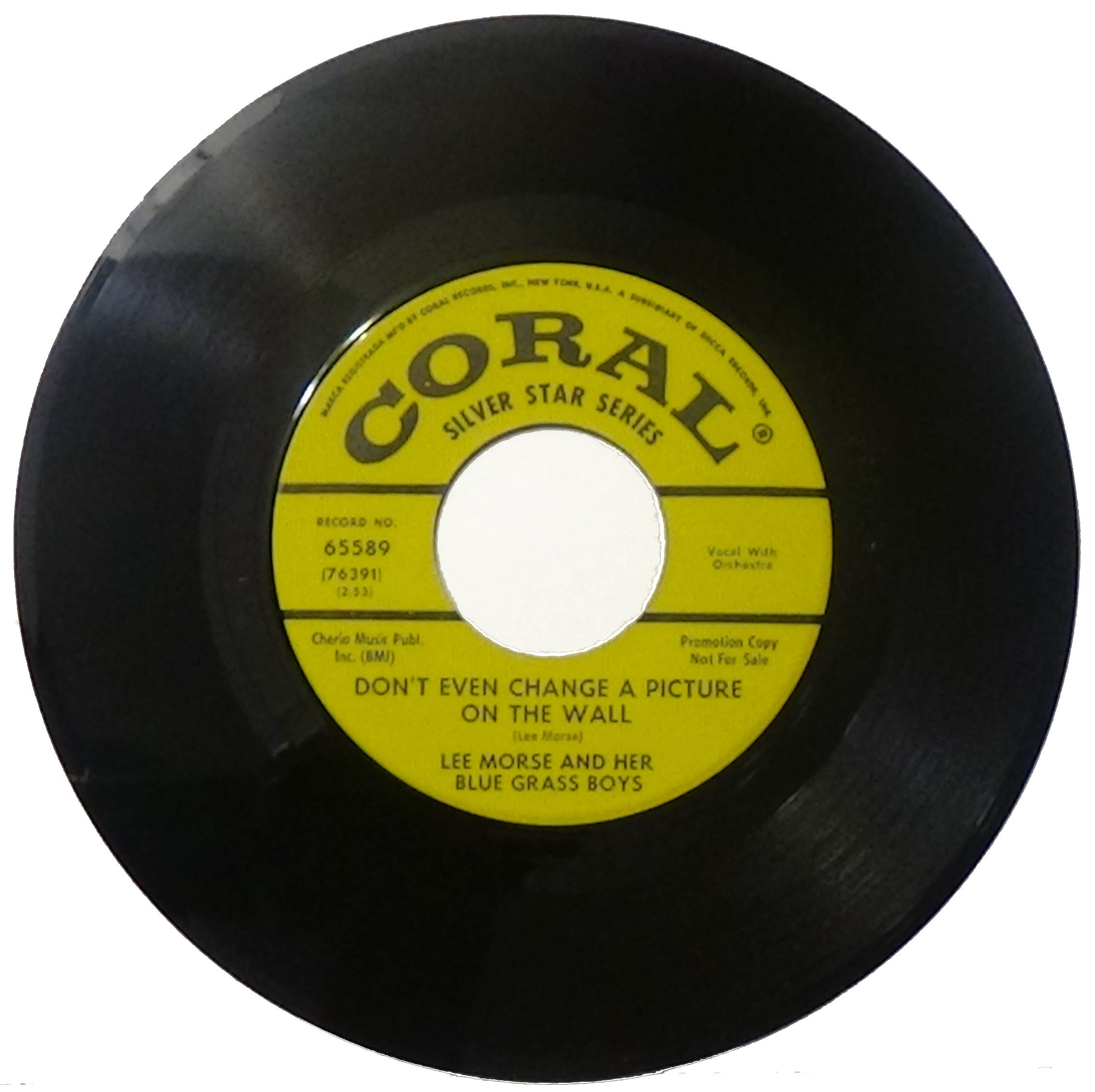

في الموسيقى، يعد الإصدار المنفرد نوعًا من الإصدار، ويكون عادةً تسجيلات أغاني بمسارات أقل من قرص التشغيل المطول أو الألبوم. يمكن إصداره للبيع للجمهور في مجموعة متنوعة من الصيغ المختلفة. في معظم الحالات، الإصدار المنفرد هو أغنية مُصدرة بشكل منفصل عن الألبوم، على الرغم من أنها عادة ما تظهر في الألبوم أيضًا. عادة، تكون هذه أغاني الألبومات المُصدرة بشكل منفصل للاستخدامات الترويجية مثل التنزيل الرقمي أو البث الإذاعي التجاري، ومن المتوقع أن تكون الأكثر شيوعًا. في حالات أخرى، قد لا تظهر الأغنية المسجلة كإصدار منفرد في الألبوم.
على الرغم من الإشارة إليه على أنه إصدار منفرد، في عصر التوزيع الرقمي، يمكن أن يتضمن الإصدار المنفرد ما يصل إلى ثلاثة مسارات. يقبل متجر آي تيونز، وهو أكبر موزع للموسيقى الرقمية، ما يصل إلى ثلاثة مسارات، وأقل من عشر دقائق لكل منها. أي أكثر من ثلاثة مسارات في إصدار موسيقي، أو إصدار بطول تشغيل إجمالي يعادل ثلاثين دقيقة عبارة عن أسطوانة مطولة، أو ألبوم إذا كان طوله أكثر من ستة مسارات.
تاريخيًا، عندما شريت الموسيقى السائدة عن طريق أسطوانات الفينيل، الإصدارات المنفردة أطلقت على الوجهين. وهذا يعني أنها أصدرت بوجهين أ وب، إذ تصدر كل أغنية على جهة. علاوة على ذلك، تقليديًا، تُطلق الأغاني الأكثر شعبية فقط من ألبوم صدر سابقًا كإصدار منفرد. في الأشكال الأكثر معاصرة من استهلاك الموسيقى، يطلِق الفنانون معظم الأغاني في الألبوم، إن لم يكن جميعها، كإصدارات منفردة.

## تاريخها
تعود أصول الإصدار المنفرد في أواخر القرن التاسع عشر، عندما وزرعت الموسيقى على أسطوانات الفونوغراف التي احتوت على دقيقتين أو أربعة دقائق من التسجيل الصوتي. حلت محلها لاحقًا أقراص الفونوغراف، والتي كان لها في البداية أيضًا وقت قصير من التشغيل لكل جانب. في العقدين أو الثلاثة عقود الأولى من القرن العشرين، كانت جميع إصدارات الموسيقى التجارية تقريبًا، في الواقع، منفردة (كانت الاستثناءات عادةً للقطع الموسيقية الكلاسيكية، حيث جُمعت العديد من عناصر وسائط التخزين المادية معًا وبيعت كألبوم). صنعت أقراص الفونوغراف بمجموعة من سرعات التشغيل (من 16 إلى 78 دورة في الدقيقة) وبعدة أحجام (بما في ذلك 12 بوصة أو 30 سم). بحلول عام 1910، أصبح قرص الشيلاك بقياس 10 بوصات (25 سم)، 78 دورة في الدقيقة هو الصيغة الأكثر استخدامًا.
حددت القيود التقنية المتأصلة لقرص الفونوغراف الشكل القياسي للتسجيلات التجارية في أوائل القرن العشرين. حدت تقنيات قطع القرص الخام نسبيًا في ذلك الوقت، وسمك الإبر المستخدمة في مشغلات التسجيل، من عدد الأخاديد في البوصة التي يمكن نقشها على سطح القرص، وكانت سرعة الدوران العالية ضرورية لتحقيق التسجيل والتشغيل المقبول. اختيرت سرعة 78 دورة في الدقيقة كمعيار قياسي بسبب إدخال محرك القرص الدوار المتزامن الذي يعمل بالطاقة الكهربائية في عام 1925، والذي شُغّل عند 3600 دورة في الدقيقة مع نسبة تروس 1:46، مما أنتج سرعة دوران تبلغ 78.26 دورة في الدقيقة.
مع تطبيق هذه العوامل على صيغة ال 10 بوصات، خصص مؤلفو الأغاني والفنانون إنتاجهم بشكل متزايد ليتناسب مع الوسط الجديد. بقيت أغنية الثلاث دقائق هي المعيار في الستينيات، حتى عندما أتاح توفر تسجيل المايكروجروف، وتقنيات البراعة المُحسنة لفناني التسجيل، زيادة مدة أغانيهم المسجلة. جاء التقدم مع أغنية «لايك أ رولينج ستون» لبوب ديلان: على الرغم من أن شركة كولومبيا للتسجيلات حاولت جعل الأغنية أكثر «ملاءمة للراديو» عن طريق قطع الأداء إلى نصفين وفصلهما بين جانبي قرص الفينيل، كل من ديلان ومعجبيه طالبوا بأن توضع الست دقائق الكاملة على جانب واحد، وأن تقوم محطات الراديو بتشغيل الأغنية بالكامل.